# Libnotes (Afrolimonia) praetor
Libnotes (Afrolimonia) praetor is een tweevleugelige uit de familie steltmuggen (Limoniidae). De soort komt voor in het Afrotropisch gebied.